# Universidade Federal de São Paulo
Die Universidade Federal de São Paulo (kurz: UNIFESP, deutsch: Bundesuniversität von São Paulo) ist eine 1933 gegründete bundesstaatliche öffentliche Universität mit Sitz in São Paulo im brasilianischen Bundesstaat São Paulo.